# Jan-Erik Enestam
Jan-Erik Enestam (ur. 12 marca 1947 w Västanfjärd) – fiński polityk, działacz mniejszości szwedzkiej, poseł do Eduskunty i minister w różnych resortach, od 1998 do 2006 lider Szwedzkiej Partii Ludowej.

## Życiorys
W 1973 ukończył studia na szwedzkojęzycznym uniwersytecie Åbo Akademi w Turku. Pracował w administracji turystycznej, był dyrektorem biura rządu Wysp Alandzkich (1974–1978) i zarządcą miejskim w swojej rodzinnej miejscowości (1978–1983). Od 1983 do 1991 zatrudniony jako menedżer projektów w Radzie Nordyckiej, od 1990 pełnił również obowiązki doradcy ministra obrony.
Zaangażował się w działalność polityczną w ramach Szwedzkiej Partii Ludowej. W 1991 po raz pierwszy został wybrany do Eduskunty, w fińskim parlamencie zasiadał przez cztery kadencje do 2007. Był wiceprzewodniczącym frakcji poselskiej swojej partii (1991–1994), zaś w latach 1998–2006 stał na czele tego ugrupowania.
Od 1995 do 2006 był członkiem kolejnych fińskich gabinetów, którymi kierowali Esko Aho, Paavo Lipponen, Anneli Jäätteenmäki i Matti Vanhanen. Pełnił funkcję ministra obrony (od stycznia 1995 do kwietnia 1995), ministra spraw wewnętrznych (od kwietnia 1995 do kwietnia 1999), ministra obrony (od kwietnia 1999 do kwietnia 2003) i ministra środowiska (od kwietnia 2003 do grudnia 2006). Był też ministrem w resortach spraw społecznych i zdrowia (od stycznia do kwietnia 1995) oraz spraw zagranicznych (od kwietnia 1999 do grudnia 2006).
Po odejściu z krajowej polityki w latach 2007–2013 pełnił funkcję sekretarza generalnego Rady Nordyckiej w Kopenhadze.